# Guillermo Moreno
Mario Guillermo Moreno, né le 15 octobre 1955 à Buenos Aires, est un chef d'entreprise, économiste, et homme politique argentin péroniste, de tendance travailliste, conservatrice et nationaliste. Il a notamment exercé comme secrétaire d'Etat au commerce intérieur de 2006 à 2013, sous les gouvernements de Néstor Kirchner puis de Cristina Fernandez de Kirchner.
Guillermo Moreno dirige le parti politique péroniste Principios y Valores, qu'il a co-fondé en 2020.

## Biographie
Guillermo Moreno dirige une entreprise de vente en gros d'articles de quincaillerie. Ses partisans le surnomment régulièrement "el ferretero mayor de la Argentina" ("le plus grand quincailler d'Argentine") ou encore "el ferretero del pueblo" ("le quincailler du peuple").
Sous le gouvernement Kirchner, Moreno a été secrétaire aux Communications de 2003 à 2006 avant d'être nommé secrétaire au Commerce intérieur, une fonction qu'il a conservé lors des premières années du gouvernement de Cristina Fernández de Kirchner.
Moreno est l'auteur d'un rapport démontrant la vente dans des circonstances frauduleuses de l'entreprise Papel Prensa au groupe Clarín (Affaire Papel Prensa).
Guillermo Moreno fait part publiquement de son admiration pour le Pape François. Attaché de l'ambassade d'Argentine à Rome entre 2013 et 2015 et ami de Diego Maradona, Guillermo Moreno organise notamment plusieurs rencontres au Vatican entre François et l'ancien footballeur.
Guillermo Moreno cible fréquemment la Sociedad Rural Argentina et l'oligarchie foncière argentine, appelant à que cette dernière soit mise à contribution dans le remboursement de la dette extérieure.
En 2024, Guillermo Moreno est condamné en première instance à trois ans de prison avec sursis et à six ans d'interdiction d'exercer une fonction publique pour abus de pouvoir et destruction de documents publics, dans le cadre de la manipulation des données de l'INDEC pendant la présidence de Cristina Fernández de Kirchner.
Sous le gouvernement de Javier Milei, il bénéficie d'un important regain de popularité auprès de la jeunesse et des réseaux sociaux,, se positionnant comme l'un des principaux dirigeants de l'opposition péroniste et nationaliste.